# Tatra 20
La Nesselsdorfer Wagenbau-Fabriksgesellschaft (NW) type T est une voiture de luxe. Lorsque la société change de nom en 1919, le modèle est renommé Tatra 20. Elle succède au très populaire modèle NW type S. Elle a été faite en parallèle avec la NW type U jusqu'en 1925, année où les deux modèles sont remplacés par la Tatra 17. C'est actuellement un modèle classique, dont seulement trois exemples connus sont répertoriés. BMW en possède un, tandis qu'un autre est détenu par un collectionneur de voitures américain.

## Conception

### Moteur
Le moteur de la NW T est un quatre cylindres en ligne quatre temps à arbre à cames en tête refroidi par eau. D'une cylindrée de 3.563 cm³, il délivre une puissance de 44 cv (35 kW). Les premières T20 devaient être démarrées manuellement, avant d'être équipées de démarreurs Bosch électriques. Le même moteur a également été utilisé dans les camions NW TL-2 et NW TL-4.

### Châssis
La voiture, traction arrière, avait des essieux avant et arrière rigides suspendus par des ressorts à lames.

## Les Versions
La voiture a été progressivement modernisée - par exemple, le démarrage manuel a été remplacé par un démarreur électrique, le levier de vitesse est déplacé à l'intérieur de la voiture, des freins avant sont ajoutés, etc. Elle fut vendue principalement comme luxueuse limousine, bien que d'autres variantes aient également été faites - par exemple, une ambulance ou une voiture de course.

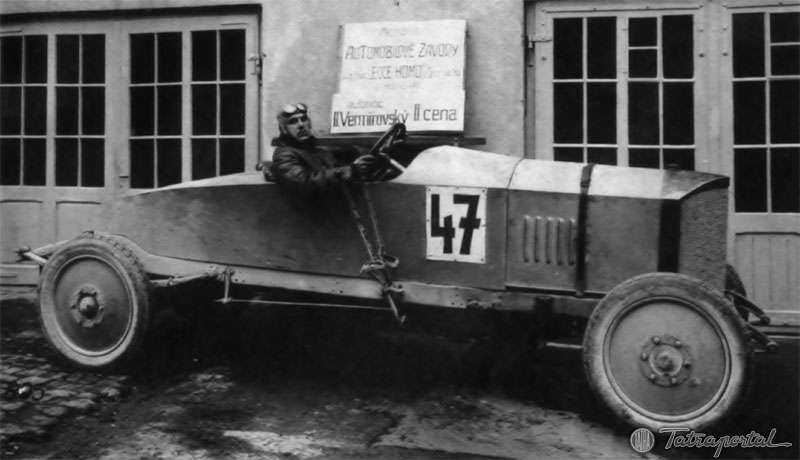
Voiture de course
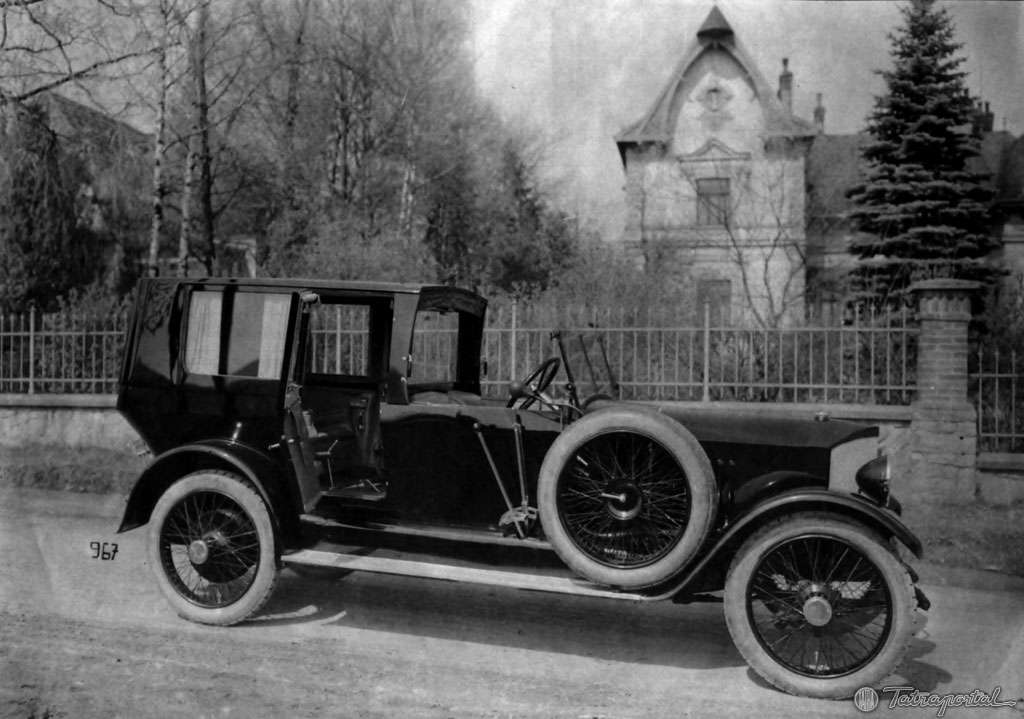
Limousine de luxe
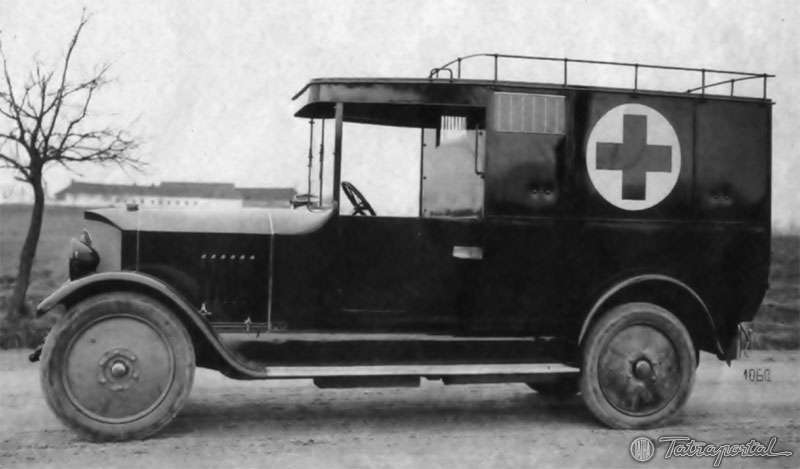
Ambulance
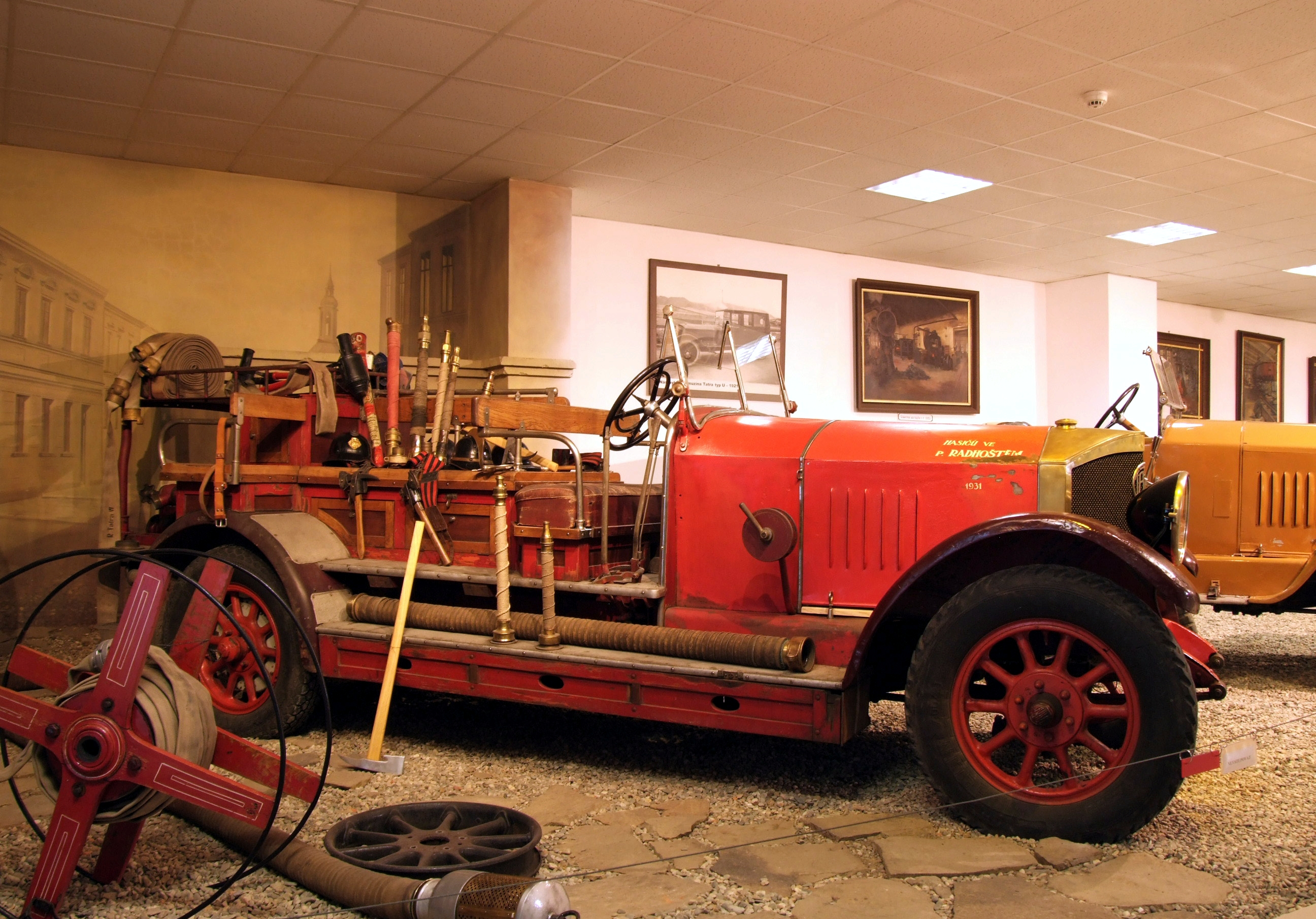
Camion de pompiers